# نادي السينما (برنامج)
نادي السينما هو برنامج تليفزيوني كان يبث على القناة الأولى بالتليفزيون المصري. يعرض البرنامج في سهرة كل سبت فيلما أمريكيا حائزا على جوائز. تقدم البرنامج د.درية شرف الدين حيث تستضيف ضيف أو أكثر لمناقشة مواضيع الأفلام التي تعرض بالبرنامج، وتم يث البرنامج على قناة دريم 2 بعد توقفه على التلفزيون المصري ثم توقف أيضاً على قناة دريم.

## المقطوعة الموسيقية
ومن أشهر العلامات للبرنامج هو التتر الخاص به وهو مقطوعة موسيقية فرنسية أسترو 9 لـ مون بيردز (Astro 9- Moon Birds)، والتي ارتبطت في أذهان معظم المصريين بالبرنامج. ويقال أيضا أن البرنامج عرض 1500 فيلم تقريبا خلال ثلاثين عام تقريبا.